# Calanthe nipponica
Calanthe nipponica är en orkidéart som beskrevs av Tomitaro Makino. Calanthe nipponica ingår i släktet Calanthe och familjen orkidéer. Inga underarter finns listade i Catalogue of Life.